# Der Club an der Alster
Maillots
Der Club an der Alster est un club de hockey sur gazon et tennis situé à Hambourg, en Allemagne.
L'équipe masculine a remporté sept titres de champion d'Allemagne, le plus récent ayant été remporté lors de la saison 2010-2011. L'équipe féminine a remporté son premier titre de champion d'Allemagne lors de la saison 2017-2018.

## Histoire

### Hommes
Bundesliga
- Champions (7): 1998–1999, 2000–2001, 2002–2003, 2003–2004, 2006–2007, 2007–2008, 2010–2011
- Vice-champions (3): 1999–2000, 2001–2002, 2004–2005

Coupe d'Europe des clubs champions de hockey sur gazon
- Champions (2): 2000, 2002
- Vice-champions (1): 2008

Coupe d'Europe des vainqueurs de coupe de hockey sur gazon
- Vice-champions (1): 2003

Bundesliga en salle
- Champions (3): 2003–2004, 2010–2011, 2018–2019
- Vice-champions (3): 1987–1988, 1995–1996, 2017–2018

### Femmes
Bundesliga
- Champions (2): 2017–2018, 2018–2019
- Vice-champions (3): 2001–2002, 2005–2006, 2008–2009

Bundesliga en salle
- Champions (5): 2005–2006, 2007–2008, 2008–2009, 2017–2018, 2019–2020
- Vice-champions (5): 2004–2005, 2011–2012, 2012–2013, 2014–2015, 2018–2019

Coupe d'Europe des clubs féminine de hockey en salle
- Champions (3): 2007, 2009, 2010